# Isranunkel
Isranunkel (Ranunculus glacialis) är en art i familjen ranunkelväxter. Den är anpassad till arktiskt klimat och växer på mycket höga berg i södra Europa (Alperna), Karpaterna, Sierra Nevada, de skandinaviska fjällen, Island, Färöarna, Jan Mayen, Svalbard, östra Grönland och på båda sidor om Berings sund. 
Arten blir 5–20 centimeter hög. Blommorna är stora och vita. 
Isranunkel har i Skandinaviska fjällkedjan påträffats på över 2 000 meters höjd och i Alperna blommar den på över 4 000 meters höjd. 
I Sverige innehar isranunkel höjdrekordet för blommande växter, då den påträffats växande på 2 055 meters höjd på Kebnekaise. Den innehar även höjdrekordet för blommande växter i Norge, med 2 370 meters höjd på Galdhøpiggen.

## Underarter
- subsp. glacialis - från Eurasien och Grönland. Den har kala stjälkar med några få hår vid noderna. Jordstammen är välutvecklad. De basala bladen är välutvecklade, med det yttersta bladsegmentet elliptiskt till brett lansettlikt. Fodret är kalt.

- subsp. camissonis - växer på ömse sidor om Berings sund. Den har stjälkar som är brunhåriga på den övre delen. Jordstammen är kort. De basala bladen med de yttersta segmenten smalt lansettlika till nästan trådlika. Fodret är brunhårigt. Ibland ses den felaktiga stavningen "chamissonis".

## Synonymer
subsp. glacialis
Beckwithia glacialis (L.) Á. Löve & D. Löve
Hecatonia glacialis (L.) Schur
Oxygraphis gelidus (Hoffmanns. ex Rchb.) O. Schwarz nom. illeg.
Oxygraphis vulgaris Freyn 	
Ranunculus glacialis var. holosericeus Gaudin
subsp. camissonis (Schlechtendal) Hultén
Beckwithia camissonis (Schlechtendahl) Tolmatchew
Ranunculus camissonis Schlechtendal
Ranunculus glacialis var. camissonis (Schlechtendal) L. D. Benson